# Мартинес де Перон, Исабель
Исабель Мартинес де Перон (исп. Isabel Martínez de Perón), урождённая Мария Эстела Мартинес Картас (María Estela Martínez Cartas), известная также как Изабелита (исп. Isabelita; род. 4 февраля 1931[…], Ла-Риоха) — аргентинский политик, президент Аргентины в 1974—1976 годах, первая в мире женщина-президент.

## Биография
Мария Эстела Мартинес Картас (исп. María Estela Martínez Cartas) родилась 4 февраля 1931 года в Ла-Риохе на северо-западе Аргентины в семье банковских служащих Марии Хосефы Картас Ольгин и Кармело Мартинеса. В 1938 году её семья переехала в Буэнос-Айрес, где Мария Эстела получила образование в Институте культуры, став преподавателем французского языка и музыки. Позже она стала выступать на сцене в составе балетной труппы Национального театра имени Сервантеса. Под принятым тогда сценическим псевдонимом «Исабель» она через годы пришла в политику.
Согласно официальной версии, в 1955 году она познакомилась с будущим мужем генералом Хуаном Доминго Пероном и стала его секретарём. В это время свергнутый лидер жил в эмиграции в Панаме, где Исабель работала танцовщицей в ночном клубе. Вместе с Пероном переехала в Испанию в 1960 году. Под давлением церкви Перон был вынужден жениться на ней в 1961 году (хотя Исабель была моложе его на 35 лет).
Когда Перон решил вернуться в политику, Исабель нередко ездила по его поручениям в различные страны Южной Америки и в Испанию, активно участвовала в перонистском движении и координации действий перонистских организаций. В это время с ней познакомился философ-мистик и бывший полицейский Хосе Лопес Рега, который вплоть до её отстранения от власти оказывал на неё большое влияние. Под давлением своей супруги Перон назначил Лопеса своим личным секретарём, позднее тот стал министром. Впоследствии Хосе Лопес Рега стал лидером аргентинских «эскадронов смерти» — праворадикального «Аргентинского антикоммунистического альянса».
В отличие от прежней супруги Перона, Евы (Эвиты) Перон, которую она напоминала внешне, Исабель была достаточно слабовольной и не играла активной роли в политике.

## Президентство

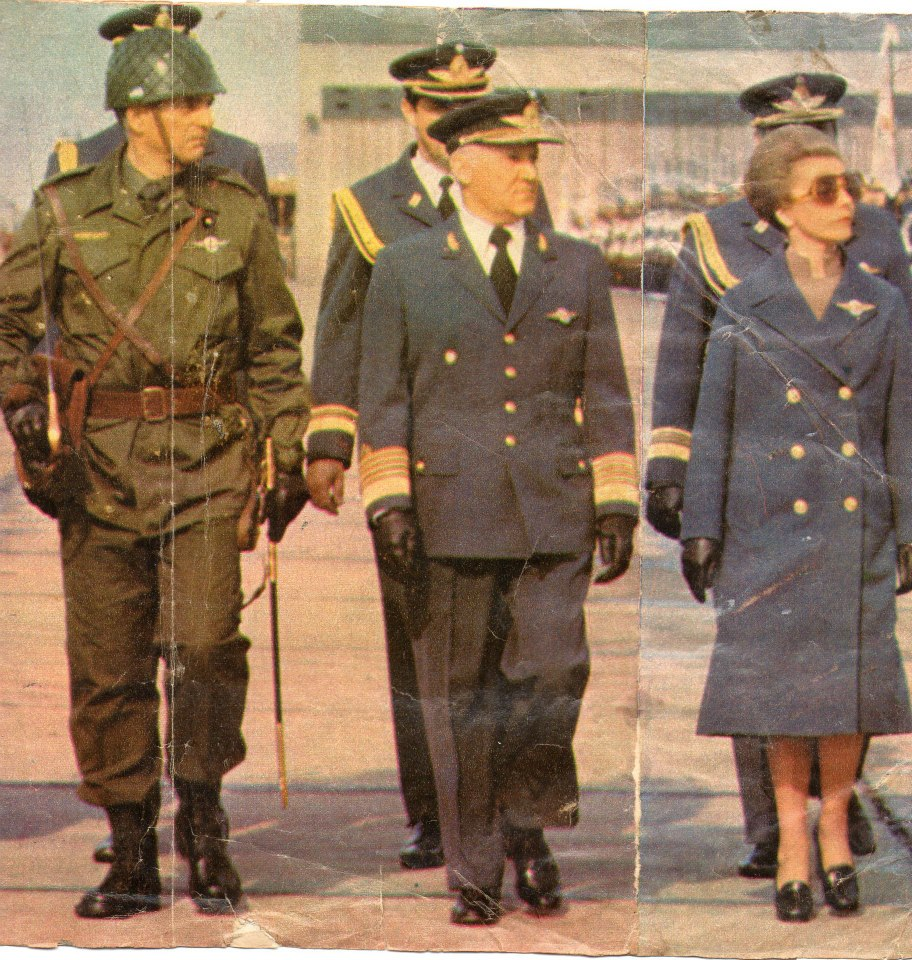
Изабель на праздновании дня ВВС Аргентины на авиабазе Паломар (Морон), 1975 г.

Когда Перон решил в 1973 году в третий раз баллотироваться в президенты Аргентины, он выдвинул свою супругу в вице-президенты. Вскоре после победы на выборах она направилась в официальную поездку по странам Европы, дважды исполняла обязанности президента, когда Перон сам выезжал за границу. 1 июля 1974 года Хуан Перон скончался, и Исабель автоматически стала главой государства. В её поддержку выступили руководители всех основных политических партий Аргентины, включая коммунистическую, профсоюзы и вооружённые силы. В своём обращении к нации она подтвердила свою решимость продолжать экономическую и социальную политику своего мужа. Однако по факту она осуществляла политику в духе правого перонизма. Срок её полномочий истекал 25 мая 1977 года, но она занимала должность до 24 марта 1976 года и была смещена с должности в результате переворота, который организовал генерал Хорхе Рафаэль Видела. Бывшая глава государства находилась под домашним арестом, а в 1981 году выслана в Испанию.
Исабель стала первой в мире женщиной, занимавшей пост президента какого-либо государства (хотя она и не была избрана на этот пост), и первой женщиной во главе республики Западного полушария. После смерти Карлоса Менема 14 февраля 2021 года Перон стала старейшим из ныне живущих бывших президентов Аргентины.

## Обвинения
В январе 2007 года в Аргентине был выдан ордер на задержание 75-летней Исабель Перон, которую считают причастной к убийствам и исчезновению сотен аргентинцев и поэтому требуют её экстрадиции. По оценкам правозащитных организаций в 1974—1976 годах от рук членов «Аргентинского антикоммунистического альянса», действовавшего, как утверждают, с личной санкции Исабель Перон, в стране погибло почти полторы тысячи левых активистов.
В 2008 году Национальный суд Испании отклонил запрос Буэнос-Айреса о выдаче Исабель Перон, постановив, что срок исковой давности истёк, следовательно, необходимости в экстрадиции нет.